# Helen DeWitt
Helen DeWitt (Takoma Park, 1957) è una scrittrice statunitense.

## Biografia
Nata a Takoma Park nel 1957, ha frequentato lo Smith College, ha approfondito gli studi classici all'Università di Oxford e in seguito ha lavorato come ricercatrice al Somerville College.
Ha esordito nella narrativa nel 2000 con il romanzo L'ultimo samurai rivelatosi subito un best seller tradotto in 14 paesi, ma ha dovuto attendere 11 anni prima della pubblicazione della seconda opera, Lightning Rods, nonostante l'avesse completata nel 1999.
Residente a Berlino, durante la sua esistenza ha sofferto di depressione e ha tentato due volte il suicidio.

## Opere

### Romanzi
- L'ultimo samurai (The Last Samurai, 2000), Torino, Einaudi, 2002 traduzione di Elena Dal Pra ISBN 978-88-06-15777-7.
- Lightning Rods (2011)

### Raccolte di racconti
- Some Trick (2018)

### Novelle
- The English Understand Wool (2022)

## Premi e riconoscimenti

### Finalista
Bollinger Everyman Wodehouse Prize
- 2013 con Lightning Rods[8]

Premio PEN/Robert W. Bingham
- 2019 con Some Trick[9]